# Sneakers (sång)
"Sneakers" är en låt framförd av den sydkoreanska tjejgruppen Itzy. Den gavs ut som singel från deras EP Checkmate den 15 juli 2022 genom JYP Entertainment. På EP:n återfinns låten i både koreansk och engelsk version. "Sneakers" är en electropop-låt skriven och producerad av Didrik Thott, Jessica Pierpoint, Sebastian Thott, Friday och Ogi (Galactika).

## Musikvideo
Videon till låten publicerades på JYP Entertainments Youtube-kanal den 15 juli 2022. Den producerades av SL8 Visual Lab i regi av 725.

## Medverkande
Information från Melon.
- Itzy – huvudsångare
- J.Y. Park "The Asiansoul" – producent
- Friday (Galactika) – sångtext, sångcoach
- OGI (Galactika)  – sångtext
- Didrik Thott – sångtext, komposition
- Jessica Pierpoint – sångtext, komposition
- Sebastian Thott – komposition, arrangemang, programmering, keyboard
- Aiden – bakgrundssång
- Sophia Pae – bakgrundssång, engelsk sångtext
- Choi – digital redigering
- Yue – digital redigering
- Park Eun-jung – inspelning
- Eom Se-hee – inspelning
- Lee Sang-yeop – inspelning
- Koo Hye-jin – inspelning
- Tony Maserati – ljudmix
- David K. Younghyun – ljudmix
- Valley Glen – ljudmix
- Kwon Nam-woo – mastering